# Vojtěch Engelhart
PhLic. Vojtěch Jiří Engelhart, OSB (11. srpna 1927, Roudnice nad Labem – 13. února 2006, Praha) byl český římskokatolický duchovní, emauzský benediktin a duchovní správce českých emigrantů ve Skandinávii. V letech 1990-2004 působil jako převor-administrátor Emauzského kláštera v Praze.

## Život
Pocházel z Roudnice nad Labem jako Jiří Engelhart a původně studoval teologii jako bohoslovec litoměřické diecéze. Po komunistickém převratu v roce 1948 se mu podařilo emigrovat a studia dokončil v Římě na Lateránské univerzitě. Roku 1955 přijal kněžské svěcení. Po několika letech vstoupil v Ettalu do benediktinského řádu, přijal mnišské jméno Vojtěch a po vykonání noviciátu se připojil k české exilové komunitě benediktinů, která tehdy sídlila v Norcii pod vedením emauzského opata Maura Verzicha. V 70. letech pak začal působit ve Skandinávii, kde duchovně pečoval o české emigranty. V době svého skandinávského působení vydal apologetickou brožuru "Kdo jsou Svědci Jehovovi", ve které vyvracel jehovistickou věrouku.
V roce 1990, po smrti Cyrila Stavěla se stal převorem-administrátorem obnoveného Emauzského kláštera v Praze. Za doby, kdy řídil klášter, byly obnoveny všechny jeho liturgické prostory: V roce 1993 tzv. Císařské kaple v konventu, v roce 2000 kostelík sv. Kosmy a Damiána (který byl upraven pro bohoslužby v byzantském ritu, což odkazovalo k původní ideji Karla IV., že v tomto klášteře se má sloužit v církevní slovanštině) a v roce 2003 opatský kostel Panny Marie a slovanských patronů). Mezitím, v roce 1995 se do kláštera naplno vrátila komunita mnichů. Vojtěch Engelhart se rovněž podílel na novém českém překladu Řehole svatého Benedikta. Dále překládal různé články s benediktinskou tematikou, skládal z nich tzv. Benediktinské sešity a počátkem 90. let je vydal tiskem (vyšlo celkem 11 čísel).
Roku 2004 rezignoval na funkci převora a novým představeným Emauz se stal Marian Jan Klener, dosavadní farář v Praze-Strašnicích. Vojtěch Engelhart žil nadále v klášteře. Dne 17. prosince roku 2005 oslavil 50. výročí kněžství. V únoru následujícího roku zemřel ve věku 78 let. Pohřben byl 18. února 2006 do řádového hrobu emauzských benediktinů na Vyšehradském hřbitově v Praze.